# Etelka Szapáry

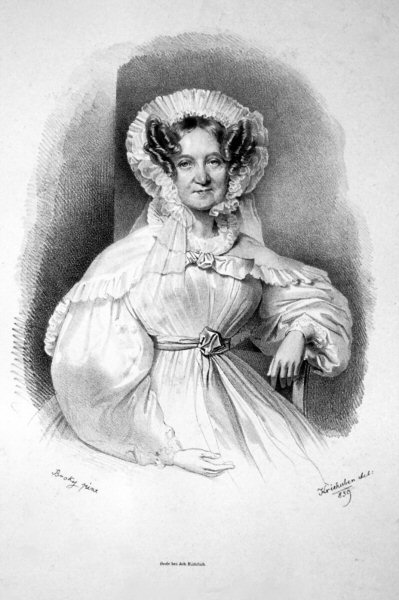
Etelka Szapáry (Lithographie von Josef Kriehuber)

Marianna Adelheid (Etelka) Gräfin Szapáry de Szapár, Muraszombat et Széchy-Sziget (* 26. September 1798 in Ödenburg, Königreich Ungarn; † 10. November 1876 in Szőlőske, Österreich-Ungarn) war eine ungarische Adlige.

## Leben
Etelka Szapáry war die jüngere Tochter des Grafen Peter Szapáry (* 1766, † 1827), dem Spross einer bekannten ungarischen Adelsfamilie und dessen Ehefrau Julianna Csáky de Körösszegh et Adorján (* ~ 1766, † ~ 1838). Ihr Vater war Großgrundbesitzer und wurde 1792 zum königlichen Kämmerer ernannt. Er war ein begeisterter Mäzen für Kultur und Wissenschaft. Die Mutter war die jüngste Tochter des Grafen Emmerich Csáky (* 1728, † ~1805), der das Schloss in Tőketerebes erbauen ließ.
Da Etelka Szapáry keine Brüder hatte, wurde sie nach dem frühen Tod ihrer älteren Schwester Erbin eines riesigen Familienvermögens, welches aus zahlreichen Herrschaften und Gütern in Siebenbürgen, sowie den Komitaten in Semplin, Zala, Ödenburg und Eisenburg bestand. Etelka erwies sich als geschickte Verwalterin der Familiengüter und gehörte zu den reichsten Frauen im damaligen Königreich Ungarn.
Von ihrer Mutter, der Gräfin Julianna Csáky, wurde Etelka im strengen katholischen Glauben erzogen und zur Sparsamkeit angehalten. Der christliche Glauben spielte in ihrem ganzen Leben eine wichtige Rolle und so behielt sie die caritative Unterstützung der katholischen Kirche zeitlebens bei. Im Jahre 1838 spendete sie zu Erinnerung an ihre Mutter einen wertvollen Kelch der römisch-katholischen Pfarrkirche von Tőketerebes, in deren Krypta ihre Mutter bestattet wurde. Wegen ihrer Wohltätigkeit wurde sie vom Kaiserhof zur Sternkreuzdame ernannt, es war die höchste Auszeichnung, die eine Frau am Wiener Hof erlangen konnte. In der Regel war diese hohe Auszeichnung nur Damen aus dem Adel vorgesehen.
Im Jahre 1819 heiratete Etelka den Grafen Károly Andrássy de Csíkszentkirály et Krasznahorka (* 29. Februar 1792 in Rosenau, † 3. August 1845 in Brüssel). Die Eheschließung erfolgte gegen den Willen ihrer Familien. Die Folge war, dass sie in den ersten Jahren ihrer Ehe unter sehr bescheidenen Verhältnissen in einem kleinen Schlösschen in Oláhpatak leben mussten, da sie von ihren Familien keinerlei Unterstützung erhielten.
Aus der Ehe gingen vier Kinder hervor:
- Cornelia (* 1820 in Kaschau, † 1836 ebd.)[5]
- Emanuel (* 3. März 1821 in Kaschau, † 23. April 1891 in Görz) ⚭ Gabrielle Pálffy de Erdőd (* 17. November 1833 in Preßburg, † 22. März 1914 in Wien)
- Gyula (* 8. März 1823 in Kaschau[6], † 18. Februar 1890 in Volocsa) ⚭ Katharina Kendeffy de Malomvíz (* 1830 in Klausenburg(?), † 14. Mai 1896 in Budapest)
- Aladár (* 16. Februar 1827 in Ofen, † 2. April 1903 in Budapest) ⚭ Baronin Leontine de Wenckheim (* 9. Mai 1841 in Ofen, † 18. Dezember 1921 in Somogyvár[7], Komitat Somogy)

Nach dem Tode ihrer Mutter im Jahre 1838 wurde Etelka Alleinerbin eines riesigen Vermögens, das nach ihrem Tode in den Besitz der Andrássys überging. Im Jahre 1845 verstarb ihr Mann in Brüssel, während einer Geschäftsreise. Sämtliche Güter der Familie wurde seither von Etelka sehr erfolgreich verwaltet.

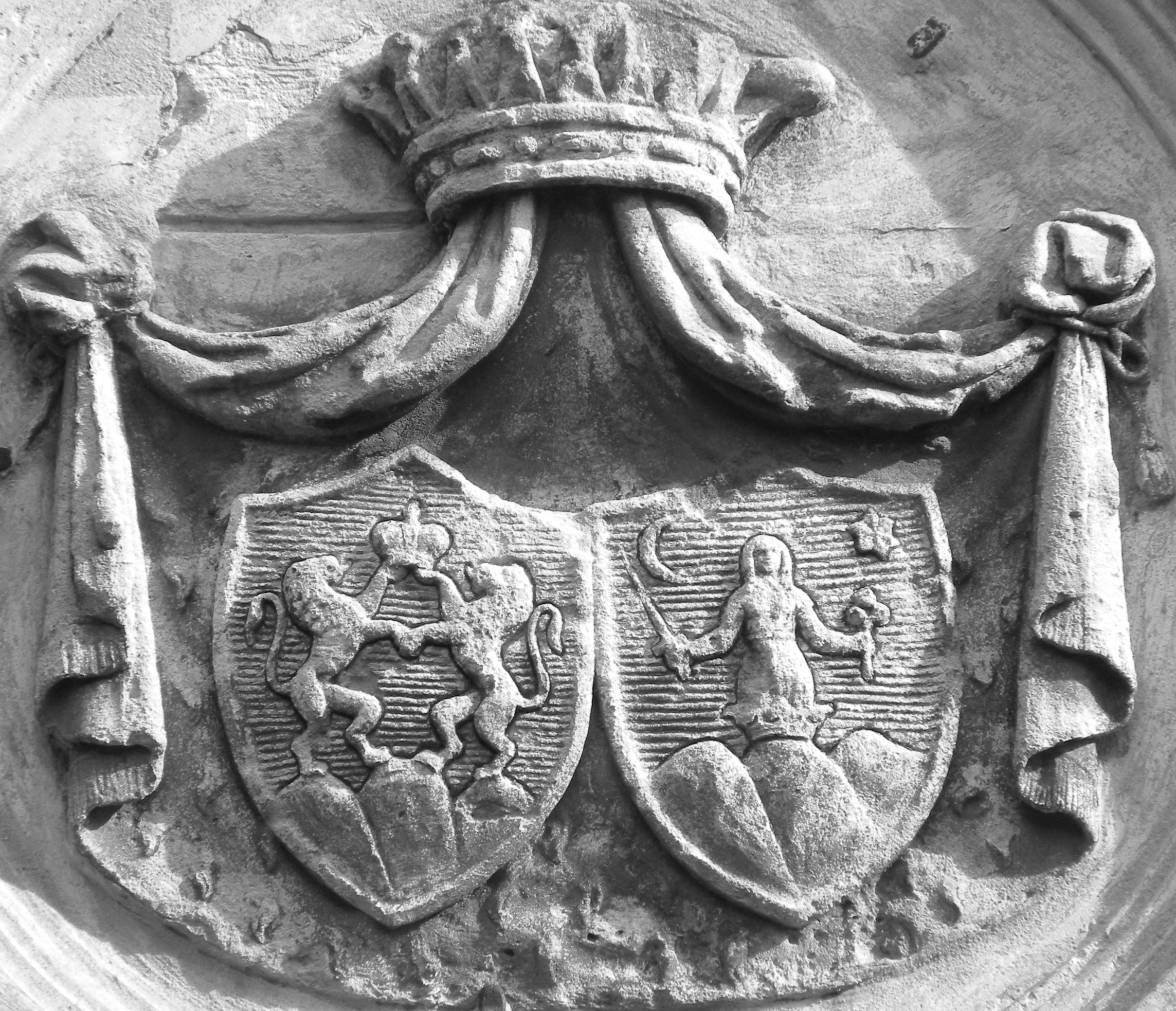
Wappen der Eheleute Károly Andrássy und Etelka geb. Szapáry an ihrem Herrenhaus in Homenau.

Etelkas Söhne entwickelten sich zu leidenschaftlichen ungarischen Patrioten und nahmen an der Revolution 1848/1849 teil. Nach Niederschlagung der Revolution mussten sie ins Ausland fliehen. Etelka Szapáry, die als Sternkreuzdame am Österreichischen Kaiserhof beträchtliches Ansehen genoss und auch zur Kaiserin Elisabeth enge Beziehungen unterhielt, sorgte dafür, dass ihre Söhne im Jahre 1860 wieder nach Ungarn zurückkommen durften.
Etelka Szapáry gelang es wie nur wenigen Frauen, Zuneigung zu ihren Angehörigen mit der Realität des Lebens erfolgreich zu verbinden. Sie war beides: eine liebende Gattin und Mutter und gleichzeitig eine hervorragende Wirtschafterin und Verwalterin ihrer herrschaftlichen Güter. Etelka Szapáry starb am 10. November 1876 auf ihrem Alterssitz in Szőlőske, ihre sterblichen Überreste wurden nach Tőketerebes überführt und in der Krypta der dortigen Pfarrkirche zur letzten Ruhe gebettet.